# Omicron Boötis
Omicron Boötis (35 Boötis) é uma estrela na direção da constelação de Boötes. Possui uma ascensão reta de 14h 45m 14.50s e uma declinação de +16° 57′ 51.9″. Sua magnitude aparente é igual a 4.60. Considerando sua distância de 225 anos-luz em relação à Terra, sua magnitude absoluta é igual a 0.40. Pertence à classe espectral K0III.